# Костянтин Друнгарій
Костянтин Друнгарій або Костянтин Вавуцик (грец. Κωνσταντίνος Βαβούτζικος; ? — 6 березня 845) — візантійський воєначальник з роду Вавуцик, імператорський родич та один з так званих 42 мучеників Аморійських. 
Час та місце народження Костянтина невідомі. За джерелами відомо лише те, що він був чоловіком сестри Феофілової дружини, імператриці Феодори, яку звали Софією. Схоже, він належав до родини, що мала тісні зв'язки з Аморійською династією та походила з Пафлагонії. Відомо також, що він досяг високого положення в армії, хоча джерела не згодні між собою, щодо його рангів та посад. Так, Продовжувач Феофана називає Костянтина патрикієм, Лев Граматик також друнгарієм, а Скіліця магістром. Виходячи з того, що Костянтин згадується, як найзнатніший серед мучеників, припускається, що він був патрикієм за рангом і друнгарієм вігли за посадою, магістром же на час свого одруження з Софією. Під час взяття Аморію у 838 році, куди він був посланий на підмогу серед інших воєначальник гвардії імператором Феофілом, військами халіфа аль-Мутазима він разом із іще 42 особами потрапив у полон. Був страчений у Самаррі 6 березня 845 року. Після страти став вшановуватись разом із побратимами, як мученик за християнську віру. День пам'яті, як на Заході, так і на Сході припадає на 6 березня. 
Родичем Костянтина був Феодосій Вавуцик, патрикій і посол того ж імператора Феофіла до західних держав.